# Ministro di Stato (Belgio)
Il ministro di Stato (in olandese: Minister van Staat, francese: Ministre d'État, in tedesco: Staatsminister) è un titolo onorifico concesso in Belgio, con decreto reale, a persone che si sono rese particolarmente meritevoli nella vita pubblica. Di solito il titolo è dato a politici di spicco, che hanno anche mostrato prove di qualsiasi arte di governare.

## Nomina
La nomina a ministro di Stato è fatta dal  re, cioè dal potere esecutivo, in particolare dal re e dal primo ministro, che gode di grande libertà in questa pratica. Ad esempio, Roger Lallemand, che ha co-sponsorizzato la legge sull'aborto con Lucienne Herman-Michielsens, che ha messo in difficoltà la casa reale (la cosiddetta questione dell'aborto), è stato nominato ministro di Stato.
Di solito i ministri in carica non sono nominati ministri di stato perché sono già in un consiglio di corona a causa della loro posizione. I partiti politici tradizionali si consultano su questo tema per raggiungere un certo equilibrio politico, in modo che vengano nominati anche i ministri di stato che non sono affiliati alla coalizione di governo (ad esempio Miet Smet).
La nomina a ministro di Stato è per la vita. Scandali politici o persino una condanna giudiziaria (con o senza diritti civili) non hanno alcuna influenza su questo punto (si veda ad esempio Guy Spitaels e Willy Claes).

## Importanza del titolo
La ricompensa del ministro di Stato è un titolo onorifico che non comporta benefici monetari o obblighi ufficiali. Tuttavia, se lo desiderano, gli interessati possono utilizzare una targa A per il loro veicolo. Al loro funerale, l'onore militare può essere provato ed è atteso un rappresentante del re.

## Consiglio della Corona
Sebbene il titolo di ministro di Stato  sia solo un titolo onorifico e quindi non conferisca alcun potere effettivo, in gravi crisi il consiglio dei ministri di stato può essere ottenuto dal re e dai ministri. In tal caso, i ministri di stato sono chiamati ad incontrare i ministri e sotto la presidenza del re, questo è chiamato un Consiglio della Corona.

## Lista dei Ministri di Stato
- Willy Claes - 2 dicembre 1983
- Antoinette Spaak - 2 dicembre 1983
- Philippe Busquin - 26 maggio 1992
- Paula D'Hondt - 26 maggio 1992
- Charles-Ferdinand Nothomb - 30 gennaio 1995
- Guy Verhofstadt - 30 gennaio 1995
- Philippe Moureaux - 30 gennaio 1995
- Louis Tobback - 30 gennaio 1995
- Annemie Neyts - 30 gennaio 1995
- Magda Aelvoet - 30 gennaio 1995
- Louis Michel - 30 gennaio 1995
- José Daras - 30 gennaio 1995
- Gérard Deprez - 30 gennaio 1995

- Herman De Croo - 3 giugno 1998
- Robert Urbain - 17 luglio 1998
- François-Xavier de Donnea - 17 July 1998
- Mark Eyskens - 18 novembre 1998
- Elio Di Rupo - 28 gennaio 2002
- Freddy Willockx - 28 gennaio 2002
- Raymond Langendries - 28 gennaio 2002
- Miet Smet - 28 gennaio 2002
- Patrick Dewael - 28 gennaio 2002
- Jos Geysels - 28 gennaio 2002
- Karel De Gucht - 28 gennaio 2002
- Herman Van Rompuy - 26 gennaio 2004

- Jaak Gabriëls - 26 gennaio 2004
- Charles Picqué - 26 gennaio 2004
- Philippe Monfils - 26 gennaio 2004
- Étienne Davignon - 26 gennaio 2004
- Johan Vande Lanotte - 30 gennaio 2006
- Armand De Decker - 24 novembre 2009
- Frank Vandenbroucke - 24 November 2009
- Melchior Wathelet - 7 dicembre 2009
- André Flahaut - 7 dicembre 2009
- Yves Leterme - 7 dicembre 2011
- Jacques van Ypersele de Strihou - 20 luglio 2013
- Frans van Daele - 2 novembre 2017

## Ex Ministri di Stato
| Data della nomina | Nome                            | Nascita Morte |
| ----------------- | ------------------------------- | ------------- |
| 12 novembre 1831  | Félix de Mérode                 | 1791-1857     |
| 12 novembre 1831  | Barthélémy de Theux de Meylandt | 1794-1874     |
| 12 novembre 1831  | Felix de Muelenaere             | 1793-1862     |
| 17 settembre 1832 | Albert Goblet d'Alviella        | 1790-1873     |
| 8 agosto 1834     | Auguste Duvivier                | 1772-1846     |
| 19 agosto 1836    | Louis Evain                     | 1775-1852     |
| 19 giugno 1845    | Jean-Baptiste Nothomb           | 1805-1881     |
| 30 luglio 1845    | Edouard d'Huart                 | 1800-1884     |
| 12 agosto 1845    | Edouard Mercier                 | 1799-1870     |
| 12 agosto 1847    | Charles Liedts                  | 1802-1878     |
| 12 agosto 1847    | Henri de Brouckère              | 1801-1891     |
| 6 giugno 1856     | Jules Joseph d'Anethan          | 1803-1888     |
| 6 giugno 1856     | Adolphe Dechamps                | 1807-1875     |
| 6 giugno 1856     | Charles Le Hon                  | 1792-1868     |
| 12 novembre 1857  | Joseph Lebeau                   | 1794-1866     |
| 12 novembre 1857  | Noël Delfosse                   | 1801-1858     |
| 3 giugno 1861     | Walthère Frère-Orban            | 1812-1896     |
| 4 novembre 1861   | Adolphe de Vrière               | 1806-1885     |
| 13 maggio 1863    | Eugène de Ligne                 | 1804-1880     |
| 13 maggio 1863    | Sylvain Van de Weyer            | 1802-1874     |
| 6 giugno 1863     | Constant d'Hoffschmidt          | 1804-1873     |
| 4 gennaio 1868    | Charles Rogier                  | 1800-1885     |
| 4 gennaio 1868    | Alphonse Vandenpeereboom        | 1812-1884     |
| 24 luglio 1870    | Jules Malou                     | 1810-1886     |
| 7 luglio 1872     | Barthélemy Dumortier            | 1797-1878     |
| 1º maggio 1875    | Charles Vilain XIIII            | 1803-1878     |
| 1º maggio 1875    | Hubert Dolez                    | 1808-1880     |
| 7 gennaio 1879    | François D'Elhoungne            | 1815-1892     |
| 7 gennaio 1879    | Auguste Orts                    | 1814-1880     |
| 18 giugno 1884    | Eudore Pirmez                   | 1830-1890     |
| 25 gennaio 1885   | Auguste Lambermont              | 1819-1905     |
| 20 maggio 1888    | Victor Jacobs                   | 1838-1891     |
| 20 maggio 1888    | Charles Delcour                 | 1811-1889     |
| 9 giugno 1890     | Théophile de Lantsheere         | 1833-1918     |
| 9 giugno 1890     | Karel de Mérode-Westerloo       | 1824-1892     |
| 9 giugno 1890     | Henri t'Kint de Roodenbeke      | 1817-1900     |
| 15 novembre 1891  | Graaf de Jonghe d'Ardoye        |               |
| 15 novembre 1891  | Jules Guillery                  | 1824-1902     |
| 15 novembre 1891  | Charles Woeste                  | 1837-1922     |
| 28 marzo 1894     | August Beernaert                | 1829-1912     |
| 28 marzo 1894     | Jules Le Jeune                  | 1828-1911     |
| 9 novembre 1897   | Pierre Tack                     | 1818-1910     |
| 24 gennaio 1899   | Paul de Smet de Naeyer          | 1843-1913     |
| 7 maggio 1900     | Joseph Devolder                 | 1842-1919     |
| 7 maggio 1900     | Charles Graux                   | 1837-1910     |
| 7 maggio 1900     | Jules Vandenpeereboom           | 1843-1917     |
| 8 novembre 1904   | Masson                          |               |
| 1º maggio 1907    | Paul de Favereau                | 1856-1922     |
| 1º maggio 1907    | Jules Van den Heuvel            | 1854-1926     |
| 6 maggio 1907     | Frans Schollaert                | 1851-1917     |
| 6 maggio 1907     | Jules Greindl                   | 1835-1917     |
| 6 maggio 1907     | Émile Dupont                    | 1834-1912     |
| 22 febbraio 1912  | Julien Liebaert                 | 1848-1930     |
| 23 febbraio 1912  | Gérard Cooreman                 | 1852-1926     |
| 23 febbraio 1912  | Joris Helleputte                | 1852-1925     |
| 23 febbraio 1912  | Xavier Neujean                  | 1840-1914     |
| 23 febbraio 1912  | Louis Huysmans                  | 1844-1915     |
| 14 agosto 1912    | Louis De Sadeleer               | 1852-1924     |
| 14 agosto 1912    | Paul Janson                     | 1840-1913     |
| 2 agosto 1914     | Paul Hymans                     | 1865-1941     |
| 4 agosto 1914     | Emile Vandervelde               | 1866-1938     |
| 26 luglio 1915    | Eugène Beyens                   | 1855-1934     |
| 31 maggio 1918    | Charles de Broqueville          | 1860-1940     |
| 21 novembre 1918  | Paul Segers                     | 1870-1946     |
| 21 novembre 1918  | Henri Carton de Wiart           | 1869-1951     |
| 21 novembre 1918  | Aloys Van de Vyvere             | 1871-1961     |
| 21 novembre 1918  | Ernest Solvay                   | 1838-1922     |
| 21 novembre 1918  | Michel Levie                    | 1851-1939     |
| 21 novembre 1918  | Adolphe Max                     | 1869-1939     |
| 21 novembre 1918  | Emile Francqui                  | 1863-1935     |
| 21 novembre 1918  | Paul Van Hoegaerden             | 1858-1922     |
| 21 novembre 1918  | Paul Berryer                    | 1868-1936     |
| 21 novembre 1918  | Léon Colleaux                   | 1865-1950     |
| 21 novembre 1918  | Louis Bertrand                  | 1856-1943     |
| 2 giugno 1920     | Jules Renkin                    | 1862-1934     |
| 20 novembre 1920  | Léon Delacroix                  | 1867-1929     |
| 11 marzo 1924     | Henri Jaspar                    | 1870-1939     |
| 2 April 1925      | Emile Brunet                    | 1863-1945     |
| 2 aprile 1925     | Alexandre Braun                 | 1847-1935     |
| 2 aprile 1925     | Charles Magnette                | 1863-1937     |
| 13 maggio 1925    | Georges Theunis                 | 1873-1966     |
| 13 maggio 1925    | Fulgence Masson                 | 1854-1942     |
| 20 maggio 1926    | Prosper Poullet                 | 1868-1937     |
| 27 settembre 1926 | Louis Franck                    | 1868-1937     |
| 13 ottobre 1926   | Jean Servais                    | 1856-1946     |
| 8 aprile 1930     | Emile Tibbaut                   | 1862-1935     |
| 8 aprile 1930     | Edward Anseele                  | 1856-1938     |
| 8 aprile 1930     | Albert Devèze                   | 1881-1959     |
| 6 giugno 1931     | Paul-Émile Janson               | 1872-1944     |
| 6 giugno 1931     | Frans Van Cauwelaert            | 1880-1961     |
| 22 febbraio 1932  | Maurice Houtart                 | 1866-1939     |
| 23 settembre 1932 | Jules Poncelet                  | 1869-1952     |
| 23 settembre 1932 | Xavier Neujean                  | 1865-1940     |
| 31 luglio 1934    | Maurice Lippens                 | 1875-1956     |
| 31 luglio 1934    | Cyrille Van Overbergh           | 1866-1959     |
| 3 settembre 1945  | Louis de Brouckère              | 1870-1951     |
| 3 settembre 1945  | Achille Delattre                | 1879-1964     |
| 3 settembre 1945  | Octave Dierckx                  | 1882-1955     |
| 3 settembre 1945  | Frans Fischer                   | 1875-1949     |
| 3 settembre 1945  | Robert Gillon                   | 1884-1972     |
| 3 settembre 1945  | Camille Gutt                    | 1884-1971     |
| 3 settembre 1945  | Henri Heyman                    | 1879-1958     |
| 3 settembre 1945  | Georges Hubin                   | 1863-1947     |
| 3 settembre 1945  | Camille Huysmans                | 1871-1968     |
| 3 settembre 1945  | Victor Maistriau                | 1870-1961     |
| 3 settembre 1945  | Joseph Merlot                   | 1886-1959     |
| 3 settembre 1945  | Hubert Pierlot                  | 1883-1963     |
| 3 settembre 1945  | Eugène Soudan                   | 1880-1960     |
| 3 settembre 1945  | Paul Tschoffen                  | 1878-1961     |
| 13 febbraio 1946  | Romain Moyersoen                | 1870-1967     |
| 21 luglio 1948    | Henri Rolin                     | 1891-1973     |
| 21 luglio 1948    | Paul Van Zeeland                | 1893-1973     |
| 21 luglio 1948    | August De Schryver              | 1898-1991     |
| 21 luglio 1948    | Max Buset                       | 1896-1959     |
| 24 giugno 1949    | Albert-Edouard Janssen          | 1883-1969     |
| 11 agosto 1949    | Paul-Henri Spaak                | 1899-1972     |
| 24 dicembre 1950  | Cassian Lohest                  | 1894-1951     |
| 23 dicembre 1958  | Théo Lefèvre                    | 1914-1973     |
| 23 dicembre 1958  | Roger Motz                      | 1904-1964     |
| 23 dicembre 1958  | Paul Struye                     | 1896-1974     |
| 23 dicembre 1958  | Achiel Van Acker                | 1898-1975     |
| 5 aprile 1963     | Paul Kronacker                  | 1897-1994     |
| 5 aprile 1963     | Gaston Eyskens                  | 1905-1988     |
| 5 aprile 1963     | Leo Collard                     | 1902-1981     |
| 5 aprile 1963     | Charles du Bus de Warnaffe      | 1894-1965     |
| 5 aprile 1963     | Joseph Lemaire                  | 1882-1966     |
| 12 luglio 1966    | Joseph Pholien                  | 1884-1968     |
| 12 luglio 1966    | Jean Van Houtte                 | 1907-1991     |
| 12 luglio 1966    | René Lefebvre                   | 1893-1976     |
| 12 luglio 1966    | Antoon Spinoy                   | 1906-1967     |
| 12 luglio 1966    | Paul-Willem Segers              | 1900-1983     |
| 12 luglio 1966    | Piet Vermeylen                  | 1904-1991     |
| 12 luglio 1966    | Oscar Behogne                   | 1900-1970     |
| 12 luglio 1966    | Omer Vanaudenhove               | 1913-1994     |
| 12 luglio 1966    | Maurice Destenay                | 1900-1973     |
| 12 luglio 1966    | Émile Cornez                    | 1900-1967     |
| 15 luglio 1969    | Paul Vanden Boeynants           | 1919-2001     |
| 15 luglio 1969    | Albert Lilar                    | 1900-1976     |
| 15 luglio 1969    | Robert Houben                   | 1905-1992     |
| 15 luglio 1969    | Léon-Eli Troclet                | 1902-1980     |
| 15 luglio 1969    | Jos Van Eynde                   | 1907-1992     |
| 22 febbraio 1971  | Edmond Leburton                 | 1915-1997     |
| 23 febbraio 1972  | Jean Rey                        | 1902-1983     |
| 20 febbraio 1973  | Pierre Harmel                   | 1911-2009     |
| 30 marzo 1973     | Louis Major                     | 1902-1985     |
| 30 marzo 1973     | Edmond Machtens                 | 1902-1978     |
| 30 marzo 1973     | Pierre Descamps                 | 1916-1992     |
| 30 marzo 1973     | August Cool                     | 1903-1983     |
| 18 ottobre 1974   | Marguerite De Riemaecker-Legot  | 1923-1977     |
| 18 ottobre 1974   | Marc-Antoine Pierson            | 1908-1988     |
| 18 ottobre 1974   | Frans Grootjans                 | 1922-1999     |
| 14 febbraio 1977  | Raymond Scheyven                | 1911-1987     |
| 14 febbraio 1977  | Raoul Vreven                    | 1900-1979     |
| 14 febbraio 1977  | Alfons Vranckx                  | 1907-1979     |
| 14 febbraio 1977  | Robert Henrion                  | 1915-1997     |
| 4 ottobre 1978    | Jos De Saeger                   | 1911-1998     |
| 2 dicembre 1983   | Ward Leemans                    | 1926-1998     |
| 2 dicembre 1983   | André Cools                     | 1927-1991     |
| 2 dicembre 1983   | Herman Vanderpoorten            | 1922-1984     |
| 2 dicembre 1983   | Jean Defraigne                  | 1929-2016     |
| 2 dicembre 1983   | Michel Toussaint                | 1922-2007     |
| 2 dicembre 1983   | Alfred Califice                 | 1916-1999     |
| 2 dicembre 1983   | Frans Van der Elst              | 1920-1997     |
| 2 dicembre 1983   | August Vanistendael             | 1917-2003     |
| 2 dicembre 1983   | Guy Spitaels                    | 1931-2012     |
| 6 gennaio 1985    | Willy Declercq                  | 1927-2011     |
| 6 giugno 1985     | Frank Van Acker                 | 1929-1992     |
| 7 marzo 1992      | Wilfried Martens                | 1936-2013     |
| 26 maggio 1992    | Renaat Van Elslande             | 1916-2000     |
| 26 maggio 1992    | Jean Gol                        | 1942-1995     |
| 26 maggio 1992    | Arthur Gilson                   | 1915-2004     |
| 26 maggio 1992    | Irène Pétry                     | 1922-2007     |
| 26 maggio 1992    | Karel Van Miert                 | 1942-2009     |
| 26 maggio 1992    | Gilbert Temmerman               | 1928-2012     |
| 26 maggio 1992    | Leo Tindemans                   | 1922-2014     |
| 10 settembre 1993 | Andries Kinsbergen              | 1926-2016     |
| 30 gennaio 1995   | Frank Swaelen                   | 1930-2007     |
| 30 gennaio 1995   | Hugo Schiltz                    | 1927-2006     |
| 17 luglio 1998    | Gaston Geens                    | 1931-2002     |
| 17 luglio 1998    | Antoine Duquesne                | 1941-2010     |
| 17 luglio 1998    | Philippe Maystadt               | 1948-2017     |
| 12 luglio 1999    | Jean-Luc Dehaene                | 1940-2014     |
| 28 gennaio 2002   | Daniel Ducarme                  | 1954-2010     |
| 28 gennaio 2002   | Roger Lallemand                 | 1932-2016     |
| 28 gennaio 2002   | Jacky Morael                    | 1959-2016     |
| 1 agosto 2003     | Luc Coene                       | 1947-2017     |
| 26 gennaio 2004   | Steve Stevaert                  | 1954-2015     |
| 24 novembre 2009  | Jos Chabert                     | 1933-2014     |
| 7 dicembre 2009   | Karel Poma                      | 1920-2014     |